# バイバイ (里田まい with 合田兄妹の曲)
「バイバイ」は、フジテレビ系『クイズ!ヘキサゴンII』発のユニット・里田まい with 合田兄妹の2枚目のシングル。2009年1月14日によしもとアール・アンド・シーから発売された。

## 概要
『クイズ!ヘキサゴンII』発の7枚目、2009年最初のシングルである。
3万枚限定で発売され、「完売」と発表された前作「もうすぐクリスマス」のカップリングとして収録されていた楽曲を改めて表題曲としてリカットしたもの。付属DVDに本作と合わせて「もうすぐクリスマス」の振り付け映像も収録されている。次作「Don't leave me」は里田まい with 合田家族名義になり、合田兄妹の名義としてはラストシングルである。
衣装はピンク・レディーの「ウォンテッド (指名手配)」の衣装に酷似したもので、里田まいは銀色、misonoは黒、藤本敏史は金色がメイン。里田は白の、misonoと藤本は黒のファーを付けている。
事実上里田とmisono二人の歌で成立しており、藤本はサビの「バイバイ」という部分を歌っているのみである。『ヘキサゴンII』の歌披露では、藤本はリレークイズを行う際のセットの上でただ座っている、というポジションであった。さらに2009年1月21日・28日放送分ではスタジオを離れ、歌衣装を着て品川駅の港南口に出向き、そこでただ待機する（中継は遠方のカメラから）という指令を受けた。ただ、『ヘキサゴンII』プロデューサーの神原孝は「最初は藤本にも振りが付いていた」と明かしている。振り付けは前作に続きカーニバル三浦で、同じく三浦が担当した「羞恥心」の振り付けに似た手を上げて回す動きがある。
発売前日の1月13日に池袋サンシャインシティ、発売当日に北海道・サッポロファクトリー、1月18日に大阪・イオンモールりんくう泉南で発売イベントが行われた。
『ヘキサゴンII』のコンピレーション・アルバム『WE LOVE ヘキサゴン2009』（2009年10月発売）に収録されたほか、ユニット単体のアルバム『里田まい with 合田家族』（同12月発売）、里田が（シングル発売当時）所属していたハロー!プロジェクトのベストアルバム『プッチベスト10』（同12月発売）と、2009年に発売された3枚のアルバムに収録されている。

## 収録曲

### CD
1. バイバイ
  - 作詞：カシアス島田、作曲：高原兄、編曲：斎藤文護 / 岩室晶子
2. バイバイ（里田まいバージョン）
3. バイバイ（misonoバージョン）
4. バイバイ（カラオケ）

### DVD
1. 「バイバイ」 振り付け映像（マルチアングル）
2. 「もうすぐクリスマス」 振り付け映像（マルチアングル）
3. スペシャルアニメ

## 初回特典
- カレンダートレカ1枚（全10種類）がランダム封入される。